# لیلیوم لانگیفلوروم
لیلیوم لانگیفلوروم(نام علمی: Lilium longiflorum) نام یک گونه از سرده گل سوسن است.